# E653号線
E653号線 (E653ごうせん、英: European route E653) はハンガリーのLetenyeと、スロベニアのマリボルを結ぶ、欧州自動車道路のBクラス幹線道路。

## 経路
- ハンガリー
  - E65, E71 - Letenye
  - Tornyiszentmiklós
- スロベニア
  - Pince
  - ムルスカ・ソボタ
  - E57, E59 - マリボル